# Lucille Hegamin
Lucille Nelson Hegamin (née le 29 novembre 1894 et décédée le 1er mars 1970) est une chanteuse de blues américaine.

## Carrière
En août 1920, elle fut la seconde chanteuse noire américaine à enregistrer un disque de blues, après Mamie Smith avec  Jazz Me Blues et Everybody's Blues.

## Discographie

### Singles
- Alabamy Bound (Cameo)
- He May Be Your Man (But He Comes To See Me Sometimes) (Cameo)